# Амуланга (фильм, 1987)
«Амуланга» — советский художественный фильм 1987 года, снятый Леонидом Ясеницким на киностудии «Мосфильм».

## Сюжет
1980-е годы, Калмыцкая АССР. Молодых рабочих отправляют в степной совхоз, чтобы помочь при наступлении времени окота овец. Городские парни не понимают жизнь в степи и хотят вернуться в город. Один из них, Наран, заинтересован в красавице Амуланге. Она обучает его понимать мир степи и значимость мирного сосуществования всех существ. Наран сначала сомневается в её мудрости, но затем убеждается в её правоте, когда они встречают волчонка. Наран берёт его с собой, и они попадают под нападение матери-волчицы. В итоге волчица погибает, мстя людям, которые убили её ребёнка. Затем начинается окот овец, и все борются за жизнь каждого ягнёнка. В конце всё заканчивается благополучно, и усталые, но счастливые ребята засыпают под открытым небом.

## Роли исполняют
- Ирина Орусова — Амуланга
- Владимир Нахабцев — Наран
- Нурмухан Жантурин — чабан
- Гульмира Рымбаева — Кермен
- Токон Дайырбеков — Бадма
- Евгений Кагалтынов — Джамуха
- Наталия Аринбасарова — мать Нарана

## Съёмочная группа
- Автор сценария: Олег Манджиев
- Режиссёр-постановщик: Леонид Ясеницкий
- Оператор-постановщик: Сергей Тараскин
- Художники-постановщики: Павел Илышев, Валентин Поляков
- Композитор: Владислав Шуть
- Автор текстов песен: Олег Манджиев
- Звукооператор: Рэм Собинов
- Режиссёр: В. Балашов
- Художник по костюмам: И. Винокурова
- Художник-гримёр: З. Егорова
- Монтажёр: А. Бурмистрова
- Комбинированные съёмки
  - Оператор: Юрий Орешкин
  - Художник: Ю. Чекмарев
- Музыкальный редактор: Минна Бланк
- Редактор: И. Сергиевская
- Директора картины: Джан Амиев, Владимир Гиверц
- Государственный симфонический оркестр кинематографии
  - Дирижёр: Эмин Хачатурян

## Премьера
Премьера фильма состоялась 22 декабря 1988 года. За первый год кинопроката картину посмотрели 200 тыс. зрителей. Телевизионная премьера фильма состоялась 7 февраля 1990 года по Второй программе ЦТ СССР.